# Тур-Алі
Тур-Алі або Туралі-бек (*д/н — 1362) — перший бей Ак-Коюнлу в 1340—1362 роках. Повне ім'я Ала ад-Дін Туралі бен Пехлеван.

## Життєпис
Син Пехлеван-бека, очільника племені баяндур. Замолоду брав участь у походах еміра Чобана та його сина Темірташа. Після загибелі останнього 1328 року зосередив увагу на зміцненні влади над сусідніми племенами. У 1335 році після смерті ільхана Абу-Саїда активно втручався в боротьбу між Чобанідами та Джалаїридами. Водночас поступово підкорив родинні племена, утворивши 1340 року племінну конфедерацію Ак-Коюнлу. Прийняв титул бея.
Тривалий час не мав постійної ставки, кочував з місця на місце, здійснюючи грабіжницькі походи. Уклав союз з бейликом Еретна. У 1341 році розпочав війну проти династії Сутай, що володіла Діярбакиром. Для боротьби з нею уклав союз з Саліхом Шамс ад-діном (з династії Артукідів), еміром Мардіна. Війна тривала протягом 1340-х років.
З 1348 року здійснював походи проти Трапезундської імперії, які приносили чималу здобич. У 1350 року переміг Сутай, сплюндрувавши Діярбакир та територію до Мосула. У 1352 році змусив імператора Олексія III видати сестру Марію за свого сина Кутлуга. Після цього припинив грабувати трапезундські землі.
Протягом 1350-х років позбувся залежності від Чобанідів, водночас не підкорився Джалаїрському султанату. Помер у 1362 році. Новим беєм став Фахраддін Кутлуг-бей.